# Löhningen
Löhningen (toponimo tedesco) è un comune svizzero di 1 387 abitanti del Canton Sciaffusa.